# Feodor zu Dohna-Lauck
Burggraf und Graf Feodor Stanislaus zu Dohna-Lauck (* 12. Juli 1877 auf Schloss Lauck in Ostpreußen; † 9. Juli 1945 in Berlin) war ein deutscher Diplomat.

## Leben
Feodor Stanislaus zu Dohna-Lauck war Sohn des Burggrafen und Grafen Friedrich zu Dohna-Lauck (1844–1909) – seinerseits Bruder des Adalbert zu Dohna-Lauck und Sohn des Carl Friedrich zu Dohna-Lauck – und der Karoline geb. von Saldern-Ahlimb (1849–1923), einer Tochter des Hermann Gustav Albrecht Graf von Ahlimb-Saldern-Ringenwalde. Der älteste Bruder von Feodor zu Dohna-Lauck war Friedrich Ludwig zu Dohna-Lauck. Nach dem Besuch des Gymnasiums in Königsberg und Dessau studierte er an der Albertus-Universität Königsberg, der Rheinischen Friedrich-Wilhelms-Universität Bonn und der Friedrichs-Universität Halle Rechts- und Kameralwissenschaften. Mit 18 Jahren wurde er 1895 im Corps Borussia Bonn recipiert. Er war ein Lieutenant im Dragoner-Regiment König Albert von Sachsen (Ostpreußisches) Nr. 10. Später war er als Attaché in Rom und Brüssel tätig. 1906 war er Legationssekretär in Caracas.
Feodor zu Dohna-Lauck starb zwei Monate nach dem Ende des Zweiten Weltkriegs in seiner Wohnung in Berlin-Charlottenburg.